# Besuchetostes kodaikanalense
Besuchetostes kodaikanalense là một loài bọ cánh cứng trong họ Hybosoridae. Loài này được Paulian miêu tả khoa học năm 1975.